# Hybrid (Tiago della Vega)
Hybrid è il primo album solista del chitarrista brasiliano Tiago della Vega, pubblicato nel 2009 per l'etichetta SG Records.

## Tracce
01 Bogus
02 Destiny
03 Caprice 24
04 Lost
05 Violet Rose
06 Distant Dreams
07 Flight of the Bumblebee
08 Acalanto

## Formazione
Tiago Della Vega - chitarra
Daniel Batera - batteria
Danilo Mendes - tastiera